# Trilema
Un trilema és l'elecció entre tres opcions que són (o semblen ser) contradictòries entre elles o que aparentment condueixen a diferents resultats.
En lògica un trilema es pot expressar de dues maneres equivalents: como una elecció entre tres opcions contradictòries on s'ha de triar una, o com un problema amb tres proposicions que semblen no contradictòries però on només dues són possibles alhora.
Prové de l'extensió del terme més antic «dilema», que només inclou dues alternatives.
El primer ús registrat del terme va ser en 1672 pel predicador britànic Philip Henty, i més tard i aparentment sense relació, en 1725, pel predicador Isaac Watts.

## Trilemes en religió

### Trilema d'Epicur
Equest trilema intenta respondre a la inconsistència lògica d'un Déu alhora omnipotent i omnibenevolent però que permet l'existència del mal. Les tres alternatives són, segons la descripció que en fa David Hume:
1. Està Déu disposat a impedir el mal, però no pot? Aleshores és impotent.
2. Déu pot però no vol? Aleshores és malèvol.
3. Déu vol i també pot? Aleshores, d'on prové el mal?

Aquest trilema va portar a Epicur a negar l'omnipotència divina.
Encara que tradicionalment s'atribueix a Epicur, s'ha suggerit que aquest trilema és el treball d'un escriptor escèptic, probablement Carnèades.
Sovint en els estudis de filosofia es coneixen les discussions i debats relacionats amb aquest trilema com a referents al «problema del mal».

### Trilema apologètic
Aquest trilema és utilitzat pels apologistes cristians com una prova de la divinitat de Jesús. Es coneix principalment la versió de C. S. Lewis. Té com a punt de partida assumir que Jesús va afirmar que era Déu i que, per tant, una de les següents afirmacions ha de ser certa:
1. Llunàtic: Jesús no era Déu, però creia erròniament que ho era.
2. Mentider: Jesús no era Déu i ho sabia, però ho va proclamar de totes formes.
3. Senyor: Jesús és Déu.

Aquest trilema s'usa sovint en treballs populars d'apologètica, normalment segons la formulació de Lewis, tot i que està quasi totalment absent en les discussions dels teòlegs professionals i estudiosos de la bíblia sobre la natura de Jesús. John Hick en el seu llibre de 1993 The Metaphor of God Incarnate (en català, La metàfora de Déu encarnat) esmenta que va aprendre aquest argument des de la seva infantesa i, que segons els estudiosos del Nou Testament, Jesús mai es va autoproclamar Déu.

## Trilemes en dret

### Trilema cruel
El «trilema cruel» va ser una arma eclesiàstica i judicial en l'Anglaterra de la primera meitat del S. XVII on es va utilitzar como una forma de coerció i persecució. Consistia a imposar un jurament religiós per a dir la veritat a l'acusat abans de l'interrogatori. L'acusat es trobava atrapat entre les següents opcions:
1. Trencar el jurament religiós i mentir (considerat en aquella època un pecat mortal[8] i perjuri);
2. Autoincriminar-se i dir la veritat; o
3. Ser acusat de resistència contra l'autoritat per no dir res i romandre en silenci.

Les protestes contra aquestes pràctiques conduïren a la inclusió del dret a no incriminar-se a un mateix en el dret anglosaxó, precursor directe del dret al silenci i la no autoincriminació en la Cinquena Esmena a la Constitució dels Estats Units.

## Trilemes en Filosofia

### Trilema de Münchhausen
En la teoria del coneixement el trilema de Münchhausen (o trilema d'Agripa) és un problema filosòfic plantejat pel filòsof alemany Hans Albert sobre la impossibilitat de provar una veritat última, amb l'ús de la lògica. El nom és una referència irònica sobre el personatge literari del Baró de Münchhausen, que va poder treure's a si mateix i al seu cavall d'un pantà només estirant-se del seu propi cabell. Albert planteja que si es pren seriosament el principi de la fonamentació suficient i es demana a tot una fonamentació, també als coneixements que han servit per a fonamentar una fonamentació, s'arriba a una situació amb tres alternatives inacceptables:
1. Un retorn infinit, que sembla estar donat per la necessitat de remuntar sempre cada vegada més en la recerca de fonaments, però que pràcticament no és realitzable i que per això no proveeix cap fonament segur;
2. Un cercle lògic en la deducció, que sorgeix pel fet que en el procediment de la fonamentació es recorre a enunciats que ja abans s'havien demostrat com enunciats que requereixen fonamentació i que igualment tampoc condueixen a un fonament segur per ser lògicament defectuós; i finalment:
3. Una interrupció del procediment en un punt determinat, que si bé sembla realitzable en principi, implicaria però una suspensió arbitrària del principi de la fonamentació suficient.

### Trilema contra la censura
John Stuart Mill, en el seu llibre Sobre la llibertat, com a part de la seva argumentació contra la supressió de la llibertat d'expressió, descriu un trilema (encara que Mill no el qualifica d'aquesta manera) dirigit a aquells que intenten justificar aquesta supressió. Si es suprimeix la llibertat d'expressió, l'opinió censurada pot ser:
1. Veritable, en aquest cas se li roba a la societat l'oportunitat de canviar errors per veritats;
2. Falsa, en aquest cas l'opinió crearia una «impressió més viva» de la veritat, produïda per la seva col·lisió amb l'error, permetent-li a la gent justificar la visió correcta; o
3. Una veritat a mitges, en aquest cas contindria un element oblidat de veritat, que és important redescobrir, amb la meta eventual d'una síntesi de les opinions oposades que són la veritat completa.

## Trilemes sobre el medi ambient

### Trilema de la Terra
Per acabar, un trilema destacable és el que intenta buscar l'equilibri entre medi ambient, desenvolupament econòmic i despesa energètica, que porten a un cercle viciós.